# Juan Mesué

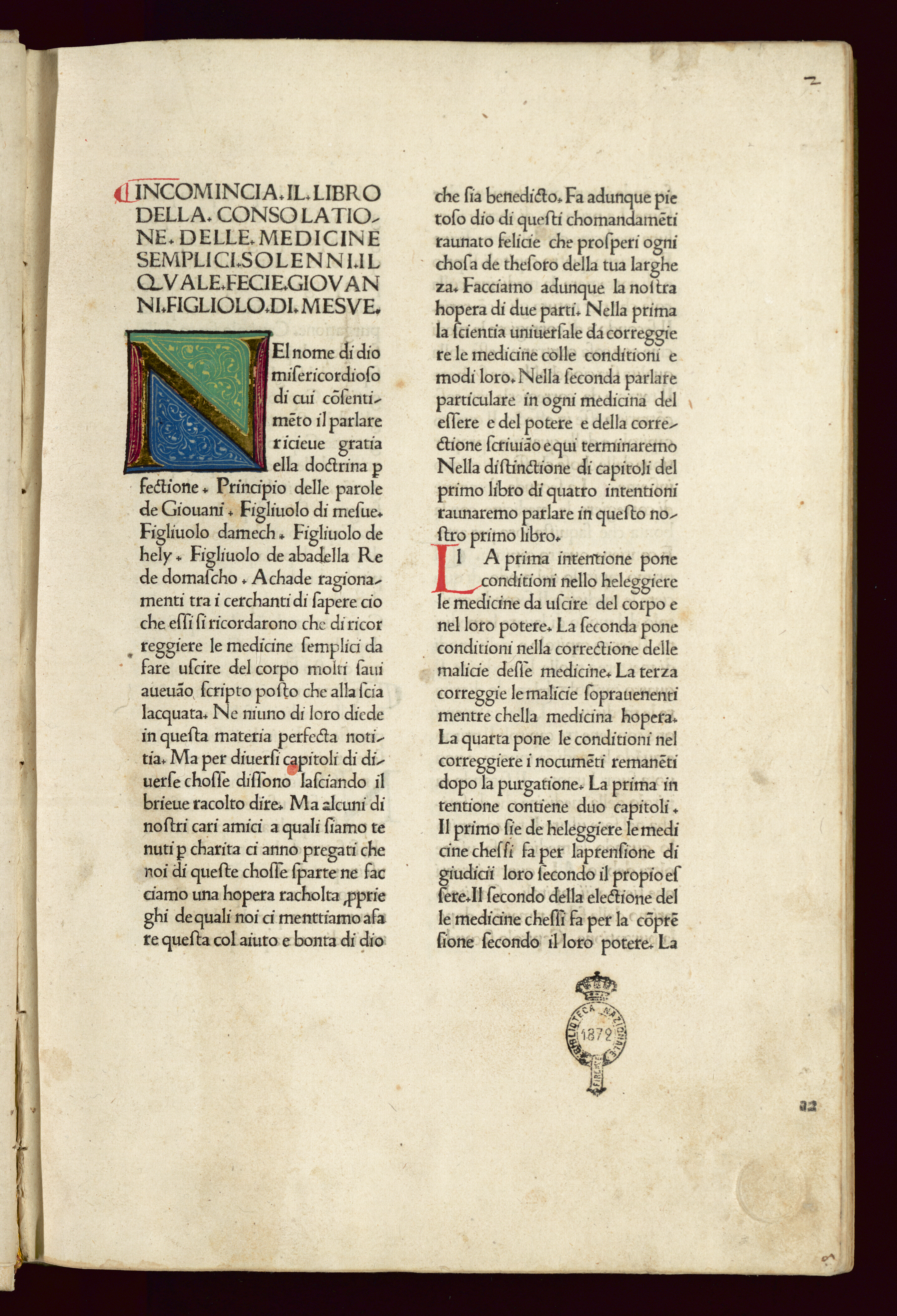
De consolatione medicinarum, 1475

Juan Mesué (o Mesuá; ¿Damasco?, Siria, 777 - Samarra, Irak, 857), o Mesué el Viejo, nombre por el que es conocido en el mundo hispánico Abú Zakeriya (Zacarías) Yahya ibn Masawaih, también citado en Europa como Jean o Johannes Mesue y Yuhanna ibn Masawaih, fue un médico árabe sirio nestoriano activo en Bagdad, donde fue director de hospital, profesor de medicina y dirigió traducciones de la Casa de la Sabiduría de esta ciudad.
De padre también médico, se formó en la academia de Gundishapur. Su obra está escrita en árabe y en sirio.
Destacó en la disección, y consecuentemente en el estudio de la anatomía, fruto del cual escribió el Kitab at-tashrih o Libro de anatomía. Otras obras suyas tratan de oftalmología, fiebre, cefalea, lepra, dietética, perfumería y depresión. Escribió asimismo un calendario médico, el Libro de los tiempos. 
Obras relevantes son Daghal al-'ain 'Desorden del ojo', y Nawadir at-tibb 'Axiomas de medicina', conjunto de sentencias que fueron traducidas al latín y atribuidas a Juan Damasceno (nombre que recibió asimismo en la cristiandad Mesué), obra por la que fue conocido en Occidente en la edición Aphorismi [...] Joannis Damasceni (Bolonia, 1489). Esta publicación se reimprimió con frecuencia; se reeditó en Madrid en 1624, e incluso gozó de una traducción parcial al castellano titulada Sobre el Mesae y Nicolao (Sevilla, 1542).